# Championnat des Philippines de football 2014
Navigation
Édition précédente Édition suivante
La saison 2014 du Championnat des Philippines de football est la cinquième édition du championnat de première division aux Philippines. Cette édition regroupe neuf clubs au sein d'une poule unique, où ils s'affrontent à trois reprises. Tous les clubs participants sont basés dans la région de Manille, la capitale du pays. En fin de saison, le dernier du classement est relégué et remplacé par les deux meilleures formations de Division 2.
C'est le Global Football Club qui remporte la compétition cette saison après avoir terminé en tête du classement final, avec treize points d'avance sur le Loyola Meralco Sparks. C'est le second titre de champion des Philippines de l'histoire du club.
Alors qu'auparavant c'était le vainqueur du championnat national des clubs qui se qualifiait pour la Coupe du président de l'AFC, à la suite de la disparition de l'épreuve et de l'incorporation des équipes philippines en Coupe de l'AFC, c'est le vainqueur du championnat de Manille (l'United Football League) qui obtient son billet pour la compétition, en compagnie du vainqueur de la Coupe de la Ligue des Philippines.

## Les clubs participants
- Global Football Club
- Pasargad FC
- Loyola Meralco Sparks
- Philippine Army FC
- Kaya Futbol Club
- Stallion FC
- Green Archers United
- Team Socceroo FC - Promu de Division 2
- Pachanga Diliman FC

## Compétition

### Classement
Le classement est établi sur le barème de points classique (victoire à 3 points, match nul à 1, défaite à 0). Pour départager les égalités, on tient d'abord compte de la différence de buts générale, puis du nombre de buts marqués, puis des confrontations directes.
| Rang | Équipe                | Pts | J  | G  | N | P  | Bp  | Bc | Diff |
| ---- | --------------------- | --- | -- | -- | - | -- | --- | -- | ---- |
| 1    | Global FC             | 62  | 24 | 20 | 2 | 2  | 112 | 20 | +92  |
| 2    | Loyola Meralco Sparks | 49  | 24 | 15 | 4 | 5  | 65  | 29 | +36  |
| 3    | Kaya FC               | 46  | 24 | 14 | 4 | 6  | 64  | 28 | +36  |
| 4    | Stallion FCT          | 38  | 24 | 10 | 8 | 6  | 42  | 37 | +5   |
| 5    | Green Archers United  | 37  | 24 | 10 | 7 | 7  | 38  | 38 | 0    |
| 6    | Pachanga Diliman FC   | 30  | 24 | 8  | 6 | 10 | 36  | 39 | -3   |
| 7    | Philippine Army FC    | 17  | 24 | 5  | 2 | 17 | 25  | 77 | -52  |
| 8    | Team Socceroo FCP     | 16  | 24 | 4  | 4 | 16 | 31  | 85 | -54  |
| 9    | Pasargad FC           | 9   | 24 | 2  | 3 | 19 | 14  | 74 | -60  |

|  | Qualification pour la Coupe de l'AFC 2015        |
|  | Relégation en deuxième division                  |
|  | T : Tenant du titre P : Club promu de Division 2 |

### Résultats
| Résultats (▼dom., ►ext.) | GLO | GAU | KAY | LOY | PAC | PSG | PA  | STA | SOC | GLO | GAU | KAY | LOY | PAC | PSG | PA  | STA | SOC |
| Global Football Club     |     | 0-0 | 0-1 | 3-2 | 4-1 | 7-0 | 9-1 | 5-1 | 9-0 |     | 3-0 |     |     | 7-2 |     |     | 9-0 | 7-0 |
| Green Archers United     | 0-4 |     | 0-3 | 2-1 | 0-1 | 3-1 | 4-2 | 2-2 | 7-1 |     |     | 2-0 |     | 1-1 |     |     | 1-4 | 1-0 |
| Kaya Futbol Club         | 1-2 | 3-0 |     | 0-0 | 1-1 | 3-1 | 9-1 | 0-0 | 4-2 | 0-3 |     |     | 2-3 |     | 3-0 | 5-1 |     |     |
| Loyola Meralco Sparks    | 4-0 | 3-0 | 1-3 |     | 2-1 | 5-0 | 3-1 | 1-1 | 3-3 | 1-2 | 1-1 |     |     | 3-2 |     |     |     | 3-1 |
| Pachanga Diliman FC      | 0-3 | 0-0 | 1-2 | 1-4 |     | 1-2 | 0-2 | 1-0 | 2-2 |     |     | 1-2 |     |     | 4-1 | 3-1 | 3-1 |     |
| Pasargad FC              | 1-3 | 1-1 | 0-9 | 0-4 | 0-1 |     | 1-2 | 0-5 | 0-1 | 1-4 | 1-2 |     | 0-5 |     |     |     |     | 2-6 |
| Philippine Army FC       | 1-9 | 2-2 | 0-2 | 1-5 | 0-0 | 2-0 |     | 0-2 | 2-1 | 0-7 | 0-3 |     | 1-4 |     | 0-1 |     |     |     |
| Stallion FC              | 3-3 | 4-1 | 1-0 | 1-3 | 1-1 | 2-0 | 3-0 |     | 3-4 |     |     | 0-0 | 3-1 |     | 0-0 | 2-1 |     |     |
| Team Socceroo FC         | 0-9 | 1-2 | 1-7 | 0-3 | 0-2 | 1-1 | 0-4 | 1-1 |     |     |     | 4-5 |     | 0-6 |     | 2-0 | 0-2 |     |

## Bilan de la saison
| Championnat des Philippines de football 2014 |                                 |
| Champion                                     | Global Football Club (2e titre) |
| Qualifications continentales                 |                                 |
| Coupe de l'AFC 2015                          | Global Football Club            |
| Coupe de l'AFC 2015                          | Ceres FC (D2)                   |
| Promotions et relégations                    |                                 |
| Promus en Division 1                         | Ceres FC                        |
| Promus en Division 1                         | Manila Jeepney F.C.             |
| Relégués en Division 2                       | Pasargad FC                     |